# Đề cương về văn hóa Việt Nam
Đề cương về văn hóa Việt Nam là văn kiện do Trường Chinh, Tổng bí thư Đảng Cộng sản Đông Dương, viết năm 1943. Đây được xem là cương lĩnh văn hóa đầu tiên của Đảng cộng sản Việt Nam.

## Bối cảnh
Đề cương về văn hóa Việt Nam được viết vào năm 1943 khi Nhật đưa quân vào Đông Dương, chiến tranh thế giới thứ hai sắp kết thúc. Do ảnh hưởng của chiến tranh, nền kinh tế Việt Nam kiệt quệ, nông dân bị phát xít Nhật bóc lột để cung ứng cho chiến tranh. Tình hình chính trị, xã hội đang diễn biến phức tạp mở ra thời cơ để thực hiện cuộc cách mạng giải phóng dân tộc.

## Nội dung
Đề cương về văn hóa Việt Nam khẳng định cách mạng văn hóa chuẩn bị cho cách mạng chính trị và ngược lại khi nào cách mạng chính trị thành công thì cách mạng văn hóa mới hoàn thành. Muốn cải tạo xã hội thì phải làm cách mạng văn hóa. Ðề cương cho rằng Ðảng Cộng sản Ðông Dương lãnh đạo cách mạng văn hóa thì cuộc cách mạng này mới thành công. Cuộc cách mạng văn hóa tại Việt Nam dựa trên ba nguyên tắc "Dân tộc hóa - Đại chúng hóa - Khoa học hóa" nhằm xây dựng nền văn hóa xã hội chủ nghĩa.
Đề cương về văn hóa Việt Nam xác định công việc phải làm là tranh đấu về học thuyết, tư tưởng nhằm "đánh tan những quan niệm sai lầm của triết học Âu, Á có ít nhiều ảnh hưởng tai hại ở ta" như triết học của Khổng Tử, Mạnh Tử, Descartes, Kant, Bergson, Niesche... để làm cho thuyết duy vật biện chứng và duy vật lịch sử thắng đồng thời tranh đấu về tông phái văn nghệ, "chống chủ nghĩa cổ điển, chủ nghĩa lãng mạn, chủ nghĩa tự nhiên, chủ nghĩa tượng trưng..." nhằm làm cho xu hướng tả thực xã hội chủ nghĩa thắng.